# Meromacrus laconicus
Meromacrus laconicus är en tvåvingeart som först beskrevs av Walker 1852.  Meromacrus laconicus ingår i släktet Meromacrus och familjen blomflugor. Inga underarter finns listade i Catalogue of Life.